# Wilson Feed Mill
Pour les articles homonymes, voir Wilson et Alexander.
Le Wilson Feed Mill – ou Alexander's Mill – est un moulin à eau américain dans le comté de Cuyahoga, dans l'Ohio. Construit en 1855 sur l'Ohio and Erie Canal, il contribue au district historique dit « Ohio and Erie Canal », lequel est inscrit au Registre national des lieux historiques et classé National Historic Landmark depuis le 13 novembre 1966. Il est lui-même inscrit au Registre national des lieux historiques depuis le 17 décembre 1979 et est par ailleurs protégé au sein du parc national de Cuyahoga Valley depuis la création de ce dernier en 2000.